# Wincenty Kot
Wincenty Kot armoiries Doliwa, né vers 1395 à Dębno et mort à Gniezno le 14 août 1448, est un archevêque de Gniezno et primat de Pologne.

## Biographie
Éducateur des fils du roi de Pologne, Władysław Jagiełło, Wincenty Kot devient chanoine à Gniezno et Poznań puis archevêque de Gniezno et primat de Pologne en 1436. En 1439 il est nommé légat auprès de l'empereur Albert.
L'antipape Félix V le nomme cardinal lors du consistoire du 6 avril 1444. Wincenty Kot refuse cette nomination et tente de recevoir la même auprès du pape Nicolas V mais il meurt avant de l'obtenir.